# Real Fuerza Aérea Bareiní
La Real Fuerza Aérea Bareiní (en árabe: سلاح الجو الملكي البحريني) es la fuerza aérea de Baréin. Fue fundada en 1977 como Ala Aérea de la Fuerza de Defensa de Baréin; en 1987 se convirtió en la Fuerza Aérea Ameri de Baréin y en 2002 cambió a su nombre actual. En 2009 contaba con 1.500 efectivos.

## Aeronaves y equipamiento
La Real Fuerza Aérea Bareiní cuenta con las siguientes unidades:
| Aeronave                             | Origen         | Tipo                                   | Versiones              | En servicio | Notas                             |
| Aviones                              | Aviones        | Aviones                                | Aviones                | Aviones     | Aviones                           |
| ------------------------------------ | -------------- | -------------------------------------- | ---------------------- | ----------- | --------------------------------- |
| Lockheed Martin F-16 Fighting Falcon | Estados Unidos | Avión de caza                          | F-16CF-16D             | 303         |                                   |
| Northrop F-5 Freedom Fighter         | Estados Unidos | Avión de caza                          | F-5EF-5F               | 124         |                                   |
| BAE Hawk                             | Reino Unido    | Avión de entrenamiento y ataque ligero | Mk.129                 | 6           |                                   |
| Slingsby T67 Firefly                 | Reino Unido    | Avión de entrenamiento                 | T67                    | 3           |                                   |
| BAe 146                              | Reino Unido    | Avión de transporte                    | ARJ85                  | 1           |                                   |
| Helicópteros                         |                |                                        |                        |             |                                   |
| Bell AH-1 Cobra                      | Estados Unidos | Helicóptero de combate                 | AH-1EAH-1PTAH-1PAH-1FB | 10617       |                                   |
| Sikorsky UH-60 Black Hawk            | Estados Unidos | Transporte VIPHelicóptero utilitario   | UH-60LUH-60M           | 29          |                                   |
| MBB Bo 105                           | Alemania       | Helicóptero utilitario                 | Bo 105C                | 3           |                                   |
| Bell 212                             | Italia         | Helicóptero utilitario                 | Twin Huey              | 11          |                                   |
| Bell 412                             | Estados Unidos | Helicóptero utilitario                 | 412                    | 2           | Empleados por la Policía Bareiní. |
| Bell 427                             | Estados Unidos | Helicóptero utilitario                 | 427                    | 1           | Empleados por la Policía Bareiní. |